# Club Atlético Obreros Unidos
El Club Atlético Obreros Unidos es un club deportivo paraguayo, ubicado en el municipio de Hernandarias, departamento de Alto Paraná. Fue fundado el 20 de junio de 1985 y su actividad principal es el fútbol de campo.

## Historia
Inicialmente desde 1985 participaba solo en la Liga Hernandariense de Fútbol (su liga regional, la cual equivale a la cuarta división), sin embargo, desde el 2022 comenzó su incursión también en la Primera División B Nacional (tercera división).

## Origen del nombre
El club lleva el nombre de Obreros Unidos, porque fue fundado en 1985 por la unión de los obreros paraguayos que construyeron la Represa de Itaipú en la ciudad de Hernandarias. Fue fundado con el lema "Que los amigos, vecinos y OBREROS sean siempre UNIDOS".
El club recibe el apodo de "El Rey de Hernandarias" debido a que posee 9 campeonatos en la Liga Hernandariense de Fútbol, siendo así el equipo más ganador de su liga regional.

## Estadio
Su estadio recibe el nombre de Pioneros de Itaipú en homenaje a todos los trabajadores que participaron de la construcción y funcionamiento de la Represa de Itaipú (entre 1975 a 1984), lo cual dio origen al barrio donde fueron ubicados los obreros y sus familias, en el cual hoy se sitúa el predio del club.
También es conocido popularmente como Estadio de los Obreros Unidos o simplemente Estadio de los Obreros, por el nombre del club.

## Palmarés

### Regionales
- Liga Hernandariense de Fútbol (9): 1999, 2000, 2009, 2010, 2012, 2013, 2016, 2017, 2019.[7][15]
- Pre Copa Paraguay - Alto Paraná (1): 2022 (campeón departamental clasificado a la Copa Paraguay 2022)[16][17][18]